# 阿德米尔·德梅内塞斯
阿德米尔·德梅内塞斯（葡萄牙語：Ademir de Menezes，1921年11月8日—1996年5月11日），巴西男子足球运动员，场上位置是前锋。他曾代表巴西参加1950年国际足联世界杯，并获得金靴奖。